# زرة باش (أبهررود)
زرة باش (بالفارسية: زره باش) هي قرية تقع في إيران في قسم أبهررود الریفي. يقدر عدد سكانها بـ 293 نسمة بحسب إحصاء 2016.